# Tschechische U19-Unihockeynationalmannschaft der Frauen
Die tschechische U19-Unihockeynationalmannschaft ist die Auswahl tschechischer Unihockeyspielerinnen der Altersklasse U-19. Sie repräsentiert Tschechien auf internationaler Ebene, beispielsweise in Freundschaftsspielen gegen die Auswahlmannschaften anderer nationaler Verbände, aber auch bei der in dieser Altersklasse ausgetragenen Weltmeisterschaft.

## Platzierungen

### Weltmeisterschaften
| WM   | Austragungsort(e)              | Rang     |
| ---- | ------------------------------ | -------- |
| 2004 | Tampere                        | 5. Platz |
| 2006 | Naunhof, Leipzig               | 4. Platz |
| 2008 | Babimost, Wolsztyn und Zbąszyń | 5. Platz |
| 2010 | Olomouc                        | 3. Platz |
| 2012 | Nitra                          | 4. Platz |
| 2014 | Babimost, Wolsztyn und Zbąszyń | 3. Platz |
| 2016 | Belleville                     | 4. Platz |
| 2018 | St. Gallen und Herisau         | 3. Platz |
| 2021 | Uppsala                        | 3. Platz |